# Paragominas
Paragominas è un comune del Brasile nello Stato del Pará, parte della mesoregione del Sudeste Paraense e della microregione di Paragominas.